# مدقق داخلي
المدقق الداخلي (بالإنجليزية: Internal Auditor) هو موظف تابع للشركة وحسب التطورات الأخيرة تم ربط المدقق الداخلي تنظيماً بلجنة التدقيق لكي يضمن نوع من الاستقلال عن الإدارة ويكون مسؤلاً فقط تجاه لجنة التدقيق وليس المدير العام أو رئيس الشركة كما كان سابقاً.
وبشكل عام التدقيق الداخلي المستقل (نسبياً) هو توكيد موضوعي ونشاط استشاري، يضيف قيمة ويطور العمليات ويساعد على تحقيق الاهداف؛ بواسطة إسلوب منظم ومنضبط لتقييم وتطوير فعالية الانشطة وإدارة المخاطر والرقابة والتحكم المؤسسي

## من أهم وظائف المدقق الداخلي
- العمل مع الإدارة لإعداد شكل امثل للمعاملات اليومية وللتقارير المتنوعة بين وحدة التدقيق الداخلي وكافة وحدات المنشأة
- ضمان تواجد الرقابة الداخلية خلال الشركة ككل
- ضمان متابعة أي توصية صادرة من المدقق الداخلي وقياس مدى الالتزام.
- إعداد برنامج ضمان الجودة

## وصلات خارجية
- موقع دليل المحاسبين
- The Institute of Internal Auditors
- ISACA - also known as the Information Systems Audit and Control Association
- Gives details of risk-based internal auditing
- IFRS List - The online community about IFRS/IAS and Auditing نسخة محفوظة 18 أكتوبر 2007 على موقع واي باك مشين.